# Parc Nacional dels Poloniny
El Parc Nacional dels Poloniny - (eslovac) Národný park Poloniny - és un dels nou parcs nacionals d'Eslovàquia. Es troba al nord-est del país, a la frontera amb Polònia i Ucraïna, a la serralada de Bukovské vrchy, que pertany als Carpats Orientals. Té una àrea de 298,05 km² i una zona perifèrica de 109,73 km².
Es troba al districte de Snina, a la regió de Prešov.